# Jagdstaffel 65
La Jagdstaffel 65 (in tedesco: Königlich Preußische Jagdstaffel Nr 65, abbreviato in Jasta 65) era una squadriglia (staffel) da caccia della componente aerea del Deutsches Heer, l'esercito dell'Impero tedesco, durante la prima guerra mondiale (1914-1918).

## Storia
La Jagdstaffel 65 venne formata il 23 gennaio 1918 iniziando le prime missioni di combattimento il 4 febbraio a supporto della 5ª Armata. Dal 6 maggio 1918 al termine della guerra la squadriglia rimase a disposizione della Armee-Abteilung C.
Il Leutnant Otto Fitzner fu l'ultimo Staffelführer (comandante) della Jagdstaffel 65 dal marzo 1918 fino alla fine della guerra.
Alla fine della prima guerra mondiale alla Jagdstaffel 65 vennero accreditate 34 vittorie aeree, di cui 9 per l'abbattimento di palloni da osservazione. Di contro, la Jasta 65 perse 6 piloti, 2 furono feriti in azione oltre a 2 piloti presi come prigionieri di guerra.

## Lista dei comandanti della Jagdstaffel 65
Di seguito vengono riportati i nomi dei piloti che si succedettero al comando della Jagdstaffel 65.
| Grado    | Nome            | Periodo                          |
| -------- | --------------- | -------------------------------- |
|          | Hellmuth Contag | 23 gennaio 1918 – 6 marzo 1918   |
| Leutnant | Arno Benzler    | 6 marzo 1918 – 19 marzo 1918     |
| Leutnant | Otto Fitzner    | 19 marzo 1918 - 11 novembre 1918 |

## Lista delle basi utilizzate dalla Jagdstaffel 65
- Stenay, Francia
- Mars-la-Tour, Francia: 6 maggio 1918
- Prentin: 15 luglio 1918
- Las Baraques: 18 luglio 1918
- Marville, Francia: 16 settembre 1918
- La Ferte, Francia: 6 ottobre 1918
- Tichémont: 20 ottobre 1918